# The Newcomes
The Newcomes (en français, Les Newcome), est un roman paru en 1854 et 1855 de William Makepeace Thackeray, non traduit en français. Comme l'indique son sous-titre, Mémoires d'une très respectable famille, le livre relate l'histoire de plusieurs membres de la famille Newcome.

## Publication
The Newcomes a été publié sous forme de feuilleton sur une période d'environ deux ans, comme l'indique Thackeray lui-même dans l'un des derniers chapitres du roman. Le roman témoigne de son origine : il est très long (une édition non datée mais manifestement très ancienne, avec des caractères minuscules, remplit 551 pages) et ses événements se déroulent sur plusieurs années et dans plusieurs pays avant que le lecteur ne parvienne à la conclusion prévisible. La majeure partie de The Newcomes se déroule une ou deux décennies après l'action de La Foire aux vanités, et certains des personnages de La Foire aux vanités sont mentionnés de façon périphérique dans The Newcomes. Le narrateur est Arthur Pendennis, le protagoniste de Pendennis (en). L'ouvrage a été illustré par Richard Doyle, avec à la fois des rendus littéraux des scènes et des représentations symboliques et fantaisistes d'événements et de personnages.

## Résumé
Le roman raconte l'histoire du colonel Thomas Newcome, un personnage vertueux et intègre. C'est également l'histoire de son fils, Clive, qui étudie et voyage dans le but de devenir peintre, bien que cette profession soit désapprouvée par certains membres de sa famille et certaines de ses connaissances, notamment le cousin snob et traître de Clive, Barnes Newcome.
Le colonel Newcome part en Inde où il reste des décennies, puis il retourne en Angleterre où Clive rencontre sa cousine Ethel. Après des années en Angleterre, le colonel retourne en Inde pour plusieurs années. Pendant ce temps, Clive parcourt l'Europe et son amour pour Ethel va et vient. Des dizaines de personnages apparaissent, disparaissent et réapparaissent.
Le colonel et Clive ne sont que les personnages centraux de The Newcomes, dont l'action commence avant la naissance du colonel. Sur plusieurs générations, la famille Newcome accède à la richesse et à la respectabilité en tant que banquiers et commence à se marier avec des membres de la petite aristocratie. La pratique du mariage pour l'argent est un thème récurrent au fil du roman.
On trouve dans ce roman une des premières utilisations du mot « capitalisme », en référence à un système économique. La religion est un autre thème, en particulier le méthodisme.

## Réception critique
« ... La vérité n'est jamais sacrifiée au piquant. Les personnages des « Newcome » ne sont pas plus spirituels, plus sages ou plus farfelus que leurs prototypes ; les ennuyeux, les insipides et les sots parlent selon leur propre mode et non avec la langue de l'auteur ; les événements qui leur arrivent ne sont nulle part rendus passionnants aux dépens de la vraisemblance. De même que le courant de la vie coule à travers ces volumes, il peut être vu comme coulant dans le monde lui-même par quiconque prend la même position sur la rive. »

L'une des plus grandes forces du roman est peut-être qu'il contient des centaines de références à la culture populaire et cultivée de l'époque et qu'il donne ainsi une meilleure idée que la plupart des romans contemporains de ce qu'était la vie en Angleterre à l'époque - presque une éducation miniature à l'ère victorienne. Thackeray mentionne des poètes, des peintres, des romanciers (certains personnages lisent Oliver Twist), la politique et d'autres personnes, événements et choses à la fois familiers et obscurs pour le lecteur du XXIe siècle, et ce d'une manière naturelle qui enrichit l'histoire. Il y a également de nombreuses phrases non traduites en latin, en français, en italien et en grec ancien.
Le colonel Newcome est devenu un emblème de vertu pendant une période, et a souvent été évoqué au tournant du XXe siècle. Par exemple, dans son autobiographie, Theodore Roosevelt décrit son oncle, James Dunwoody Bulloch, comme « un véritable colonel Newcome ».
L'actrice américaine du début du XXe siècle Ethel Barrymore doit son prénom à un personnage du roman[réf. souhaitée].